# William Davisson
Pour les articles homonymes, voir Davisson.
William Davisson (autres formes Davidson, Davison, Davissone, d'Avissone), né en 1593 en Écosse et mort en 1669, est un médecin, chimiste et botaniste français d'origine écossaise.

## Biographie
Originaire d'une famille ruinée de la vieille aristocratie britannique, il sort diplômé de l'Université d'Aberdeen à l'âge de 21 ans. Davisson quitte l'Écosse pour la France vers 1614 et obtient son titre de docteur en médecine de la Faculté de Montpellier. Il se lia d'amitié avec Jean-Baptiste Morin de Villefranche, et devient en 1619 le médecin de Claude Dormy, évêque de Boulogne, jusqu'à son décès survenu en 1626.
Il est ensuite à Paris médecin de la communauté aristocratique écossaise et obtient du roi Charles Ier, l'attestation de sa noble origine. Sa réputation grandissante en Écosse lui permit de devenir le médecin de John Scudamore, ambassadeur d'Angleterre en France. Le 25 mars 1636, Charles Ier lui signifie officiellement sa gracieuse faveur.
Il enseigne également la chimie et le privilège royal lui est concédé en 1635 pour publier son premier ouvrage. Grâce à la protection d'Henriette-Marie de France, il devient conseiller et médecin du roi Louis XIV en 1644. François Vautier le fait nommer professeur de chimie puis intendant au Jardin du roi durant la période troublée de la Fronde. Il fut chargé du premier cours officiel de chimie qu'on ait jamais professé en France.
Ayant gagné les faveurs de la reine de Pologne Marie-Louise, il devient premier médecin du roi de Pologne et de la famille royale et surintendant des jardins de leurs majestés polonaises de 1651 à 1667.

## Publications
- Philosophia pyrotechnica seu cursus chymiatricus, 1635
- Elémens de la philosophie de l'art de feu, 1644
- In ideam philosophicam medicinae Petri Severini, 1660
- Olga Tokarczuk: Les Enfants verts (Zielone dzieci). Éditions La Contre Allée, Lille 2016,  (ISBN 978-291781-750-6) (traduit du polonais par Margot Carlier)

## Sources
- Dictionary of National Biography, 1885-1900, Volume 14 (Wikisource)
- Fernande Sadler, Les Davison, seigneur de Nonville-en-Gatinais, 1905 (Gallica)
- Lucile Allorge et Olivier Ikor, La fabuleuse odyssée des plantes, éditions JC Lattès 2003
- Ernest Hamy, William Davison, intendant du Jardin du Roi et professeur de chimie (1647-51), 1898